# Державна бібліотека Вікторії

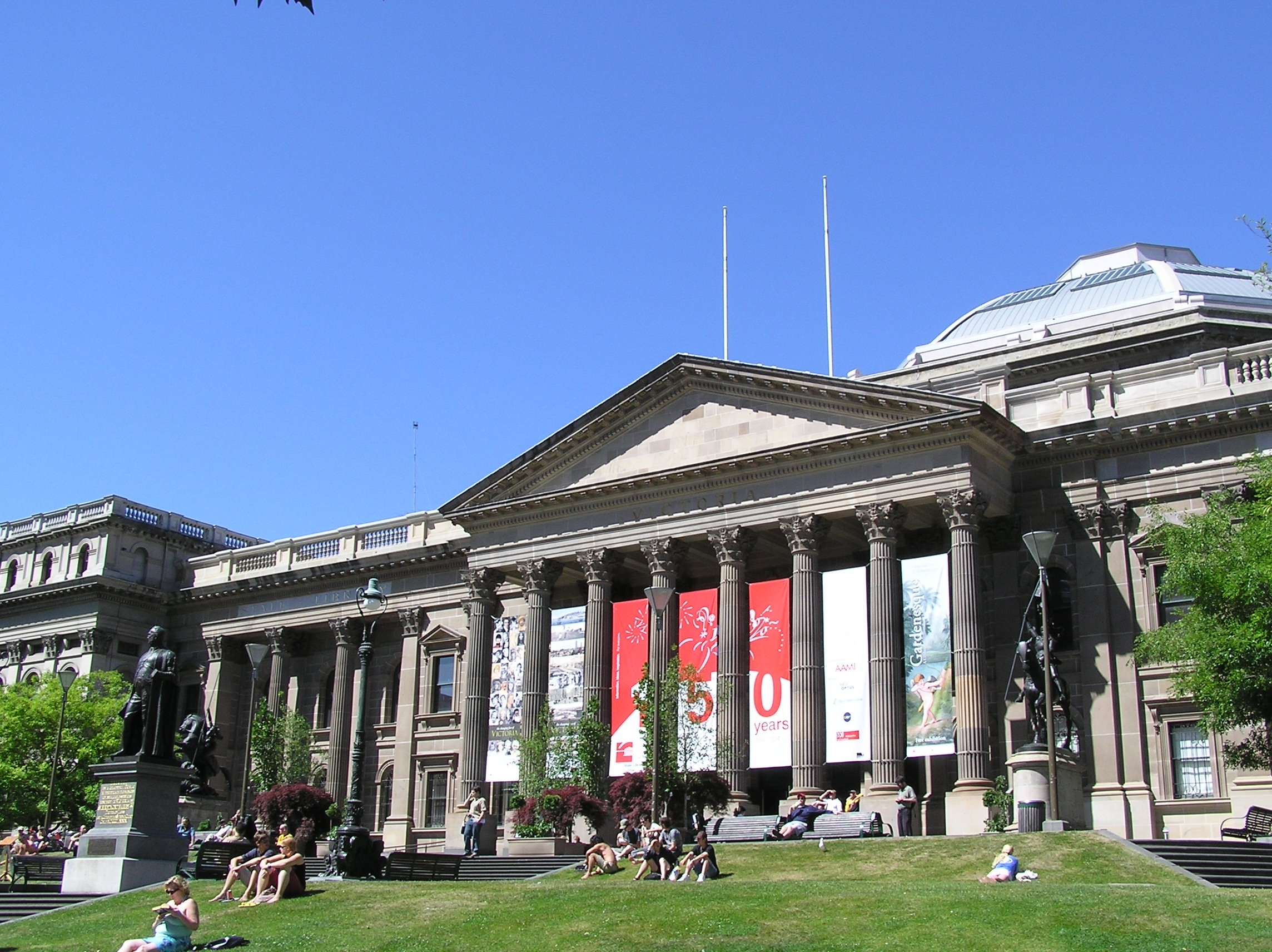
Державна Бібліотека штату Вікторія

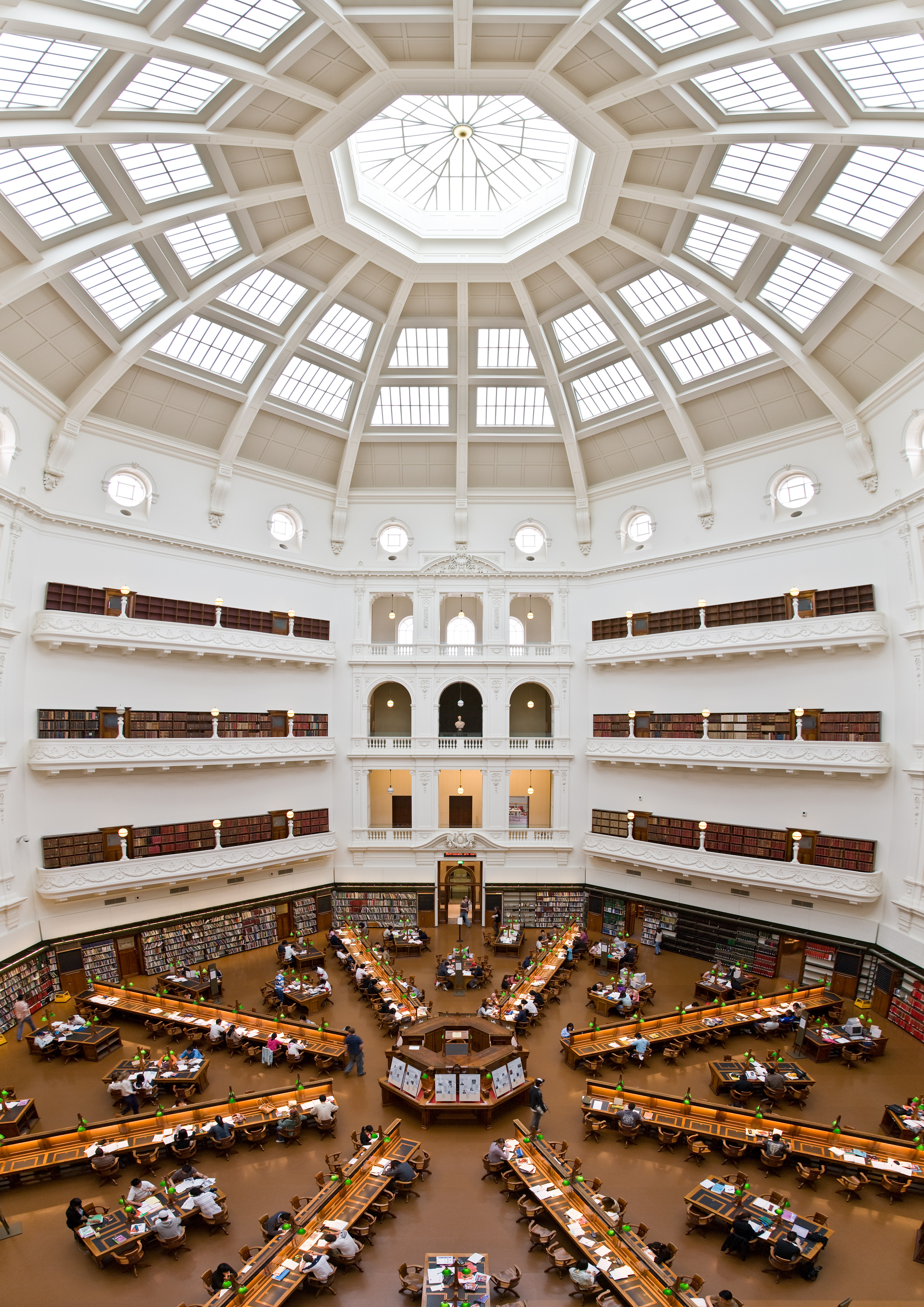
Читацька зала Ле Троб

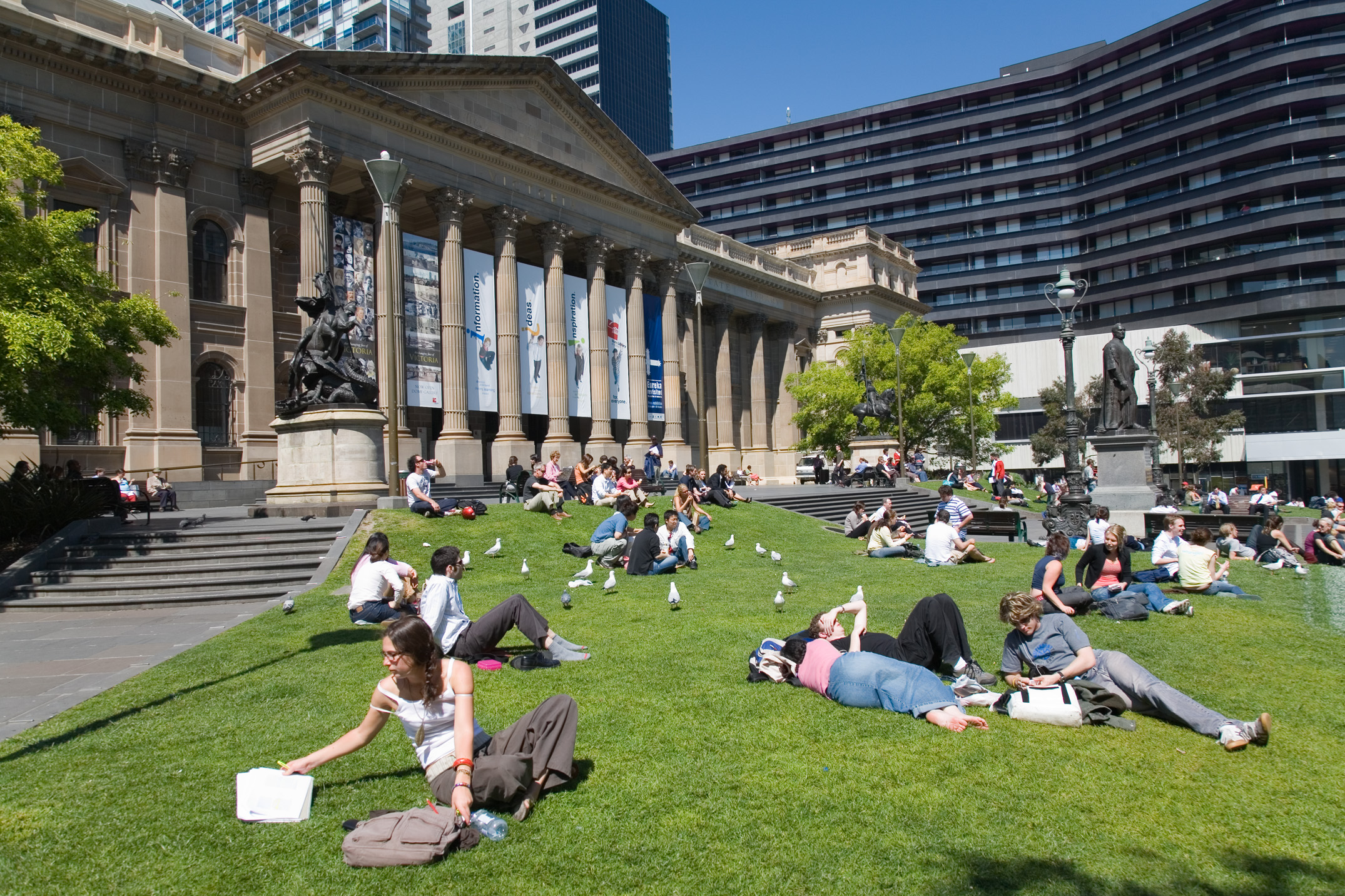
Газон і головний вхід до Бібліотеки

Державна бібліотека Вікторії (англ. State Library of Victoria) — центральна та найбільша бібліотека штату Вікторія, Австралія. Розташована у столиці штату, місті Мельбурн. Будівлі займають цілий квартал між вулицями Свенстон, Ле-Троб, Рассел і Літл-Лансдейл, у північній частині Центрального ділового району Мельбурна. Сховища бібліотеки вміщують понад 1,5 мільйони томів книг і 16 000 періодичних видань. Серед скарбів бібліотеки: щоденники засновників міста Джона Бетмена і Джона Паскоу Фокнера, а також праці капітана Джеймса Кука.

## Історія
Рішення збудувати Бібліотеку було прийнято 1853 року за наполяганням Лейтенант-губернатора Вікторії Чарлза Ле Троба. Було оголошено конкурс на найкращий проект будівлі Бібліотеки, на якому переміг місцевий архітектор Джозеф Рід, який у подальшому створив проекти для Центральної Зали Мельбурна і Королівського виставкового центру.
3 липня 1854 року щойно призначений губернатором Сер Чарльз Готман заклав камінь до фундаменту нової Бібліотеки й одночасно Університету Мельбурна. Бібліотеку була відкрито 1856 року. Книжкова колекція на той момент налічувала 3 800 томів. Президентом опікунської ради було призначено Сера Редмонда.
В будівлі, яку нині займає Бібліотека, первинно, окрім неї, розташовувались також Національна галерея Вікторії і Мельбурнський музей. Для Галереї було побудовано нову будівлю, куди вона перемістилась у 1960-их роках. Мельбурнський музей переїхав до нового приміщення у 1990-их роках.

## Сучасність
Газон, що примикає до головного входу в будівлю, є популярним місцем відпочинку для працівників ближніх офісів і студентів Технологічного університету. Тут же можна побачити цілий ряд статуй і пам’ятників. Первинно, у період з 1860-их до 1937 року, парк прикрашала пара бронзових левів. Нині тут знаходяться статуя Сера Редмонда Баррі, яку було встановлено 1887 року; статуя святого Георгія, що вбиває дракона, англійського скульптора Джозефа Едгара Боема, встановлена 1889 року; статуя Жанни Д'Арк, яку було встановлено 1907 року і є копією скульптури французького скульптора Емануеля Фремьє; і скульптура Чарлза Ле Троба, австралійського скульптора Пітера Корлетта, встановлена 2007 року. Щонеділі тут з 14:30 до 17:30 проводиться ораторський форум, де кожен може виступити з будь-якого питання, яке його цікавить.